# 芒斯 (密蘇里州)
芒斯（英語：Mounce）是位於美國密蘇里州登特縣的非建制地區。

## 歷史
芒斯的郵局於1892年設立，其後於1913年停運。

## 地理
芒斯所處的海拔為高於海平面346米（即1135英呎），而該地所採用的時區為UTC-6，即北美中部時區（CST）。同時該地設有夏令時間，為UTC-6調快一小時，即UTC-5（CDT）。